# Геворк Вартањан
Геворк Андрејевич Вартањан (рус. Гево́рк Андре́евич Вартаня́н; Ростов на Дону, 17. фебруар 1924 — Москва, 10. јануар 2012) био је совјетски официр у служби Комитета државне безбједности (КГБ) и Херој Совјетског Савеза.

## Живот
Његов отац Андреј је био држављанин Ирана, тако да се Вартањан тридесетих година 20. вијека преселио у Иран, гдје је остао до краја Другог свјетског рата. Током савезничке конференције у Техерану 1943. године, Вартањан је прикупио податке који су спријечили напад на Јосифа Стаљина, Френклина Рузвелта и Винстона Черчила. Завршио је британску обавјештајну школу, а након Другог свјетског рата се вратио у Совјетски Савез. Као совјетски обавјештајац је радио на Далеком и Блиском истоку. За Хероја Совјетског Савеза је проглашен 1984, када је пензионисан у чину пуковника.